# 160P/LINEAR
160P/LINEAR, komet Jupiterove obitelji. 